# Кузнецов, Григорий Гаврилович
Григорий Гаврилович Кузнецов (28 ноября 1896, дер. Козловка, ныне Новоузенский район, Саратовская область — 25 октября 1964, Львов) — советский военачальник, генерал-майор танковых войск (1944).

## Начальная биография
Григорий Гаврилович Кузнецов родился 28 ноября 1896 года в деревне Козловка ныне Новоузенского района Саратовской области.

## Военная служба

### Первая мировая и гражданская войны
В 1916 году был призван в ряды Русской императорской армии, после чего принимал участие в боевых действиях на Румынском фронте, находясь в чине младшего унтер-офицера пулемётной команды.
В октябре 1918 года вступил в ряды РККА, после чего был назначен на должность начальника пулемётной команды 3-го Ново-Орловского полка, который принимал участие в боевых действиях на Восточном и Юго-Восточном фронтах.

### Межвоенное время
В апреле 1920 года был направлен на учёбу на 8-е Астраханские советские пехотные курсы, после окончания которых в мае 1921 года назначен на должность командира пулемётного взвода 143-го стрелкового полка, а в мае 1923 года — на аналогичную должность в 52-м стрелковом полку (18-я стрелковая дивизия, Московский военный округ). В октябре 1923 года был направлен на учёбу на повторные курсы комсостава Московского военного округ, после окончания которых в июле 1924 года вернулся на занимаемую должность.
в сентябре 1925 года был назначен на должность командира взвода Ярославского склада военного технического имущества, в октябре 1926 года — на должность командира взвода 14-й стрелковой роты, а в декабре 1927 года — на должность командира взвода в 252-м стрелковом полку (84-я стрелковая дивизия).
В ноябре 1928 года был направлен на учёбу на Ленинградские бронетанковые курсы усовершенствования командного состава, после окончания которых в сентябре 1929 года был направлен в 3-й танковый полк, где служил на должностях командира танка, командира танкового взвода и временно исполняющего должность командира роты.
В октябре 1931 года был назначен на должность командира роты по подготовке командиров танков Смоленских автотракторных мастерских, в мае 1932 года — на должность командира роты Объединённой Белорусской военной школы, а в марте 1933 года — на должность командира отдельного танкового батальона в 43-й стрелковой дивизии (Белорусский военный округ).
С января по июль 1935 года Кузнецов проходил обучение на курсах технического усовершенствования комсостава при Военной академии механизации и моторизации имени И. В. Сталина.
В ноябре 1938 года был назначен на должность начальника автобронетанковой службы 5-го кавалерийского корпуса (Ленинградский военный округ), а с октября 1939 года состоял в распоряжении Наркомата автотранспорта РСФСР с оставлением в кадрах РККА в счет «1000», где последовательно занимал должности заместителя начальника Управления эксплуатации автотранспорта Москвы и Ленинграда, управляющего трестом «Росавтотехснабсбыт», начальника Главного управления снабжения наркомата.
В марте 1941 года был назначен на должность заместителя командира 21-й танковой дивизии (Ленинградский военный округ).

### Великая Отечественная война
С началом войны Кузнецов находился на прежней должности.
В августе 1941 года был назначен на должность командира 21-й танковой дивизии, которая принимала участие в боевых действиях во время обороны Ленинграда. В ноябре того же года был назначен на должность командира 104-й танковой бригады, участвовавшей в боевых действиях в ходе контрнаступления под Москвой, а в августе 1942 года — на должность заместителя командующего 29-й армией по автобронетанковой технике.
В декабре был направлен на учёбу на курсы технического усовершенствования комсостава при Военной академии механизации и моторизации имени И. В. Сталина, после окончания которых в июне 1943 года был назначен на должность командира 106-й танковой бригадой (12-й танковый корпус), 23 июля 1943 года был тяжело ранен и отправлен в госпиталь. После трёхмесячного лечения в госпитале в октябре 1943 года назначен на должность заместителя командира 7-го гвардейского танкового корпуса.
В декабре 1944 года был назначен на должность командира 31-го танкового корпуса, который принимал участие в боевых действиях в ходе Сандомирско-Силезской, Верхнесилезской и Моравска-Остравской наступательных операций, а также в освобождении городов Ченстохова, Глейвиц, Ратибор, Опава и других.

### Послевоенная карьера
После окончания войны находился на лечении в госпитале.
В июне 1946 года был назначен на должность командира 14-й гвардейской механизированной дивизии, в июне 1947 года — на должность командира 14-го гвардейского кадрового механизированного полка (Группа советских войск в Германии), а в июне 1949 года — на должность командующего бронетанковыми и механизированными войсками 38-й армии (Прикарпатский военный округ).
В апреле 1952 года уволен в запас по болезни с правом ношения военной формы.
Умер 25 октября 1964 года во Львове.

## Награды
- Два ордена Ленина;
- Четыре ордена Красного Знамени;
- Орден Суворова 2 степени;
- Орден Кутузова 2 степени;
- Медали;
- Иностранный орден.

## Память
- Имя воина увековечено в Главном Храме Вооружённых сил России и на мемориале «Дорога памяти»[2].